# Ballaios

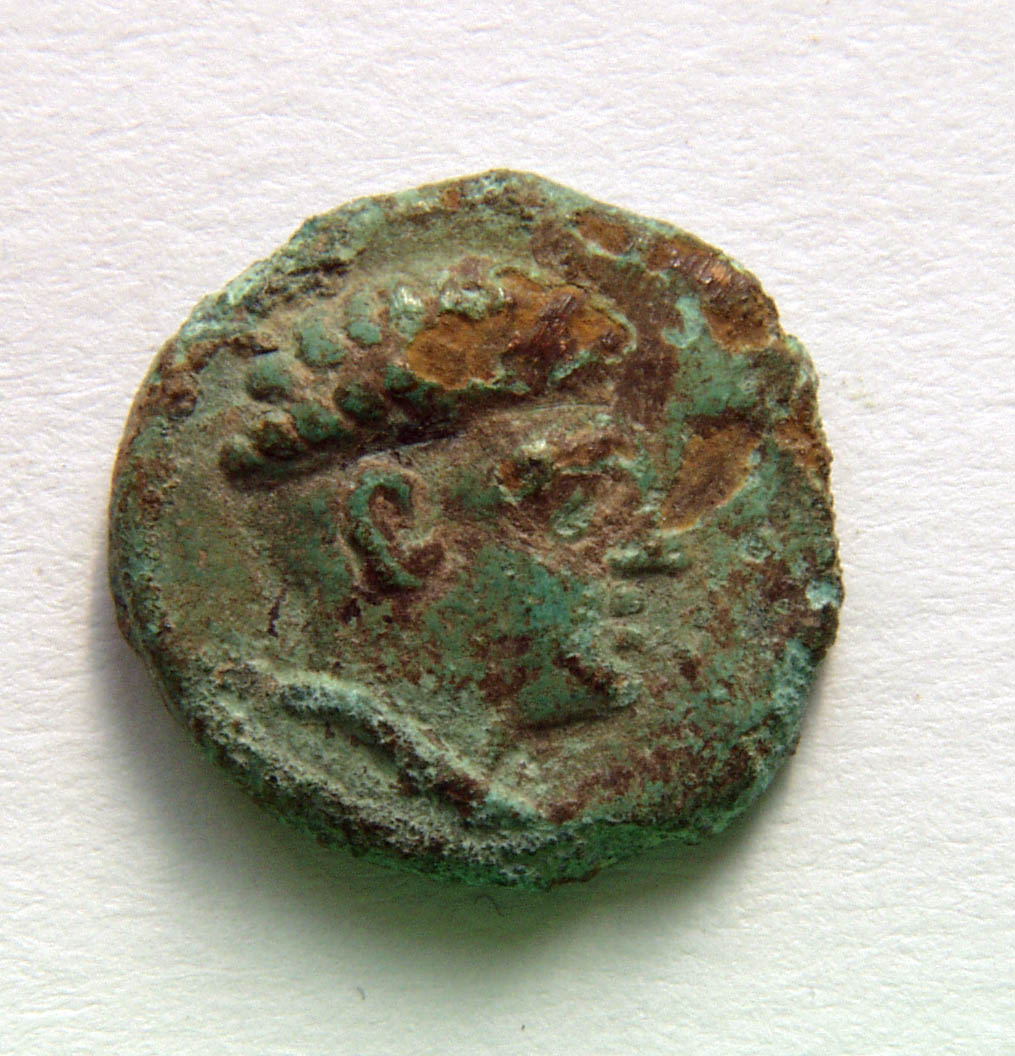
Münze des Ballaios

Ballaios oder Ballai herrschte als illyrischer König Mitte des 2. Jahrhunderts vor Chr. (um 168 v. Chr.) in Rhizon.
Er ist vor allem aus Münzprägungen bekannt, bis heute fehlen literarisch-historische Quellen über ihn. Er prägte eigene Silbermünzen, die aber selten sind. Seine Bronzemünzen kommen (ohne den königlichen Titel) in Hvar vor, sowohl als Einzel- als auch als Hortfunde. In Rhizon gibt es eine andere Serie von Bronzemünzen von Ballaios mit königlichem Titel, während von der Stadt selbst nur Bronzemünzen bekannt sind. In der Region sind auch Fälschungen dieser Münzen, die oft schwer zu unterscheiden sind, verbreitet.